# 王謙 (成化進士)
王謙，字克讓，山西太平縣（今屬襄汾縣）膏腴人，明朝政治人物。同進士出身。

## 生平
早年出身國子生，山西鄉試第三十五名。成化十四年（1478年）戊戌科進士。歷官河南濟源縣知縣，補直隸興化縣知縣。

## 家族
曾祖父王均祿。祖父王士能。父亲王希文。